# Hasarius kulczynskii
Hasarius kulczynskii là một loài nhện trong họ Salticidae.
Loài này thuộc chi Hasarius. Hasarius kulczynskii được Marek Żabka miêu tả năm 1985.